# Bulbophyllum bontocense
Bulbophyllum bontocense é uma espécie de orquídea (família Orchidaceae) pertencente ao gênero Bulbophyllum. Foi descrita por Oakes Ames em 1942.